# Draycott (Derbyshire)
Draycott – wieś w Anglii, w hrabstwie Derbyshire, w dystrykcie Erewash. Leży 10 km na wschód od miasta Derby i 175 km na północny zachód od Londynu. Miejscowość liczy 3500 mieszkańców.